# Rêves de jeunesse (film, 1938)
Pour les articles homonymes, voir Rêves de jeunesse.
Série Les sœurs Lemp
Quatre Jeunes Femmes
(1939)
Pour plus de détails, voir Fiche technique et Distribution.
Rêves de jeunesse (Four Daughters) est un film américain en noir et blanc réalisé par Michael Curtiz, sorti en 1938.
Le succès du film a conduit à deux suites avec les mêmes actrices (les trois sœurs Lane) : Quatre Jeunes Femmes (Four Wives, 1939) et Femmes adorables (Four Mothers, 1941).

## Synopsis
Dans une petite ville américaine, quatre jeunes filles vivent paisiblement avec leur père, et partagent leur maison avec des pensionnaires. Elle rêvent toutes du Prince charmant, et lorsqu'un certain Felix débarque et s'installe dans la famille, toutes quatre tombent sous son charme. Felix, lui, ne regarde qu'Ann. Alors qu'Ann et Felix sont sur le point de se marier, Ann lui envoie une lettre de rupture.

## Fiche technique
- Titre : Rêves de jeunesse
- Titre original : Four Daughters
- Réalisation : Michael Curtiz
- Scénario : Lenore J. Coffee et Julius J. Epstein, d'après le roman Sister Act de Fannie Hurst (1937)
- Musique : Max Steiner
- Photographie : Ernest Haller
- Montage : Ralph Dawson
- Producteur : Hal B. Wallis
- Pays de production :  États-Unis
- Langue originale : anglais américain
- Format : noir et blanc — 35 mm — 1,85:1 — son : mono
- Genre : film musical, drame romantique
- Durée : 90 minutes
- Dates de sortie : 1938
  - États-Unis : 10 janvier 1934
  - France : 7 décembre 1938

## Distribution
Dans ce film, Priscilla Lane joue avec deux de ses sœurs, Lola et Rosemary.
- Priscilla Lane : Ann Lemp
- Rosemary Lane : Kay Lemp
- Lola Lane : Thea Lemp
- Gale Page : Emma Lemp
- Claude Rains : Adam Lemp
- Jeffrey Lynn : Felix Deitz
- John Garfield : Mickey Borden
- Dick Foran : Ernest Talbot
- Frank McHugh : Ben Crowley
- May Robson : Tante Etta
- Vera Lewis : Mme Ridgefield
- Tom Dugan : Jake